# Los Santos (Salamanca)
Los Santos ist ein Ort und eine westspanische Gemeinde (municipio) mit 580 Einwohnern (Stand: 2024) in der Provinz Salamanca in der Autonomen Region Kastilien-León.

## Lage
Los Santos liegt in einer Höhe von ca. 955 m etwa 60 Kilometer südsüdwestlich von der Provinzhauptstadt Salamanca. Das Klima im Winter ist kühl, im Sommer dagegen durchaus warm; die Niederschlagsmengen (ca. 838 mm/Jahr) fallen – mit Ausnahme der nahezu regenlosen Sommermonate – verteilt übers ganze Jahr.

## Bevölkerungsentwicklung
| Jahr      | 1970 | 1981 | 1991 | 2001 | 2011 | 2021 |
| Einwohner | 1130 | 854  | 813  | 700  | 652  | 595  |

Das kontinuierliche Bevölkerungswachstum ist im Wesentlichen auf die Mechanisierung der Landwirtschaft sowie die Aufgabe von bäuerlichen Kleinbetrieben und den damit einhergehenden Verlust an Arbeitsplätzen in den umgebenden Landgemeinden zurückzuführen.

## Wirtschaft
Bekannt ist Los Santos für die Wolframmine, die heute eine Narbe in der Umwelt hinterlassen hat.

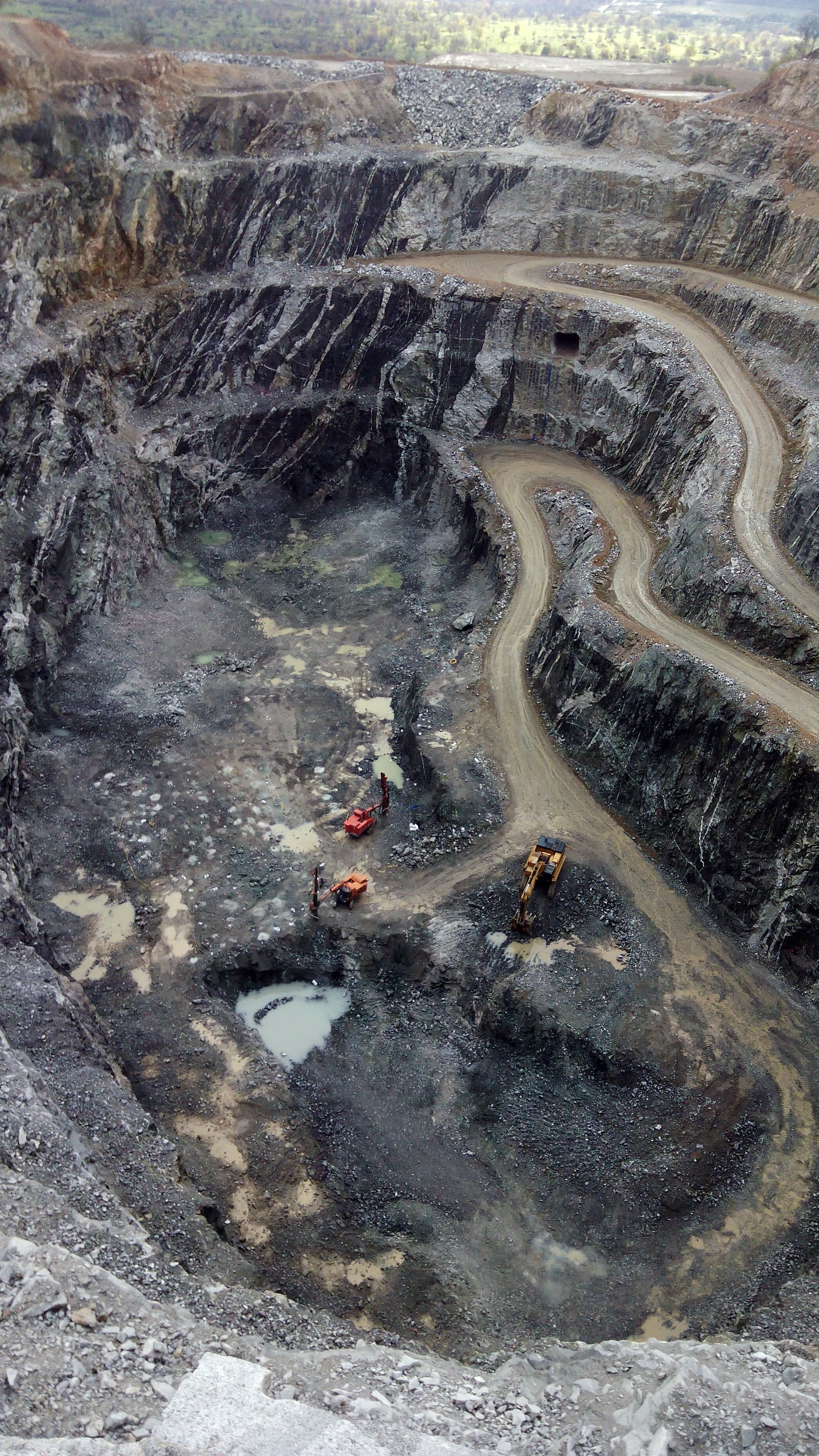
Tagebau

## Sehenswürdigkeiten

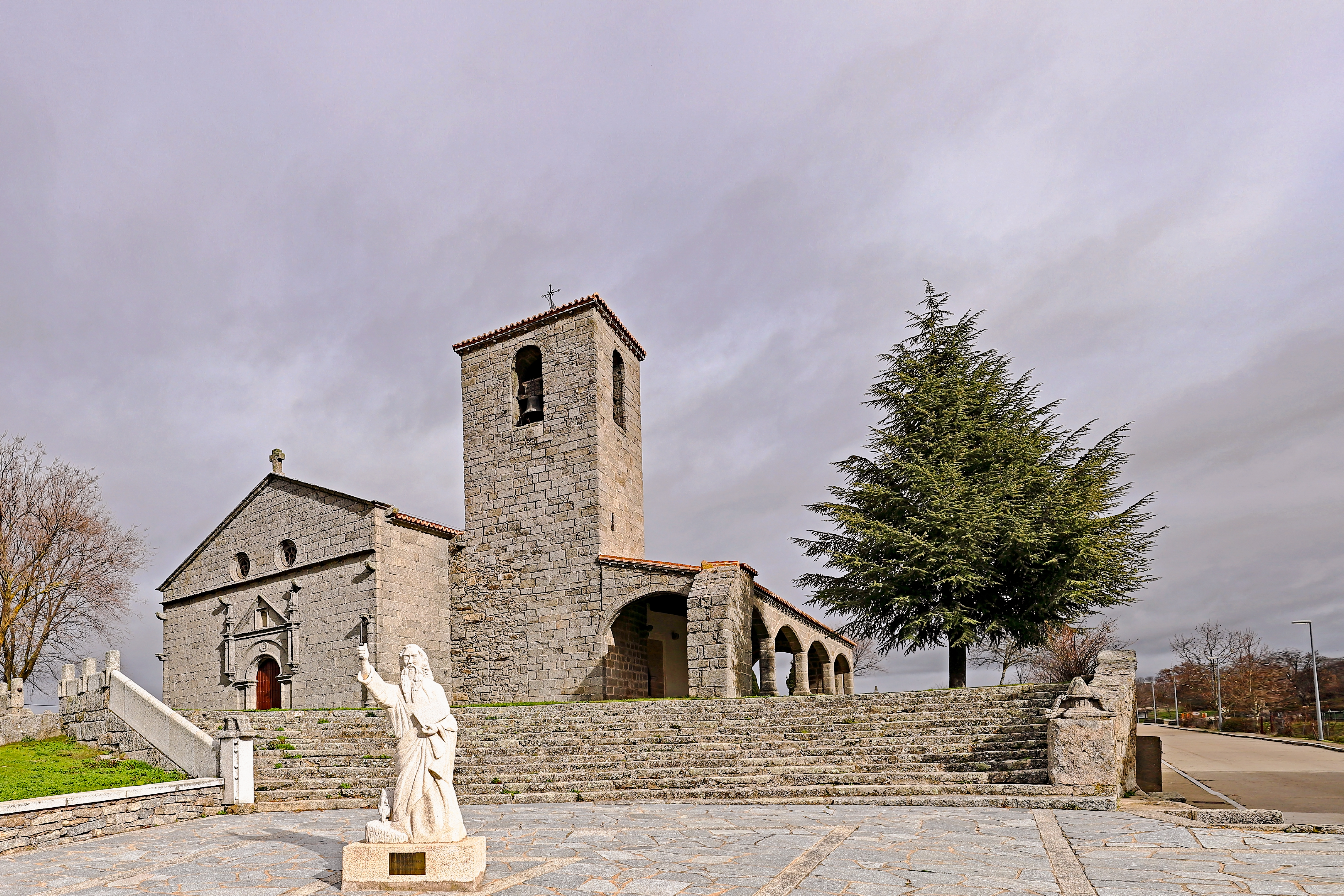
Bartholomäuskirche
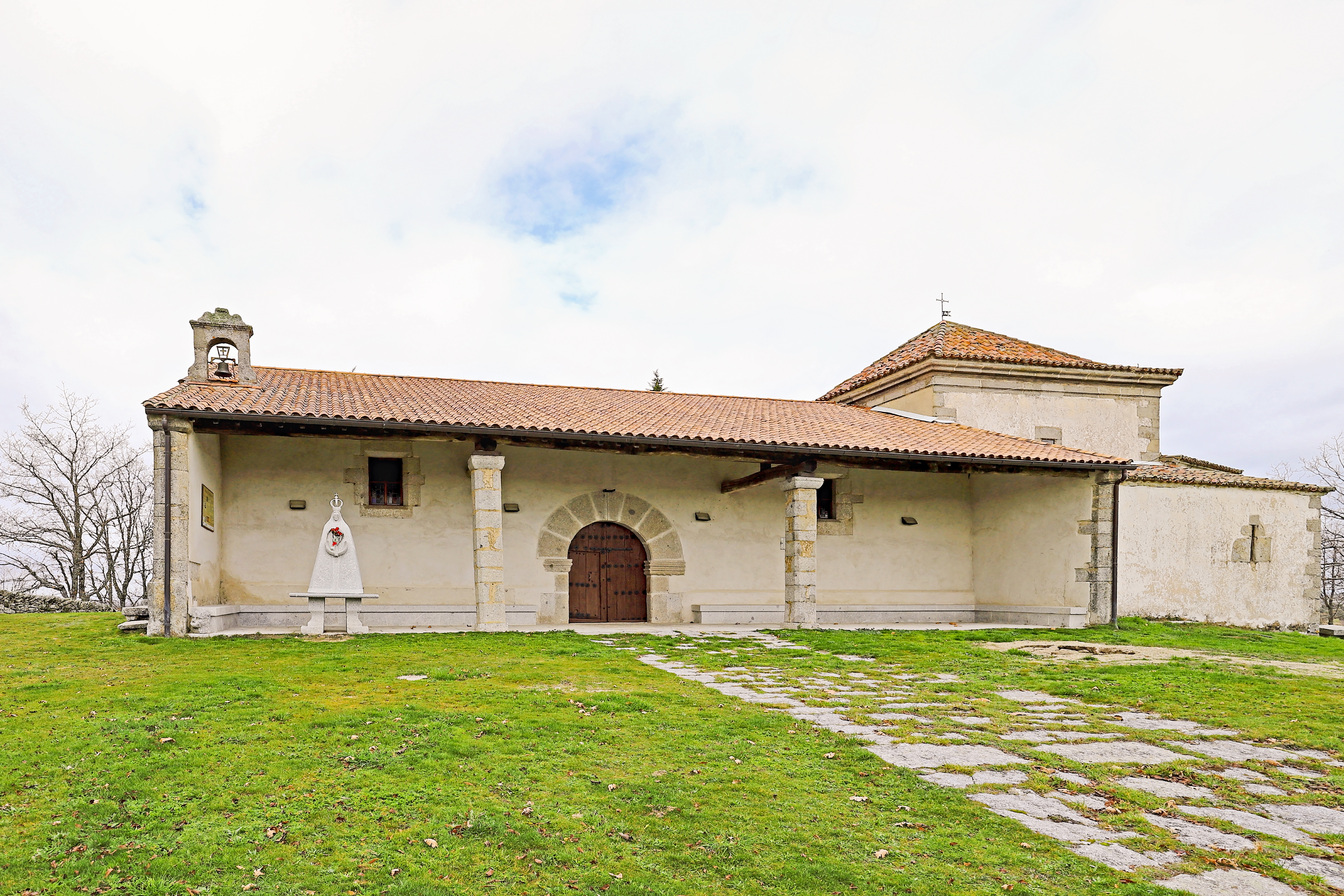
Kapelle der Jungfrau von Gozo
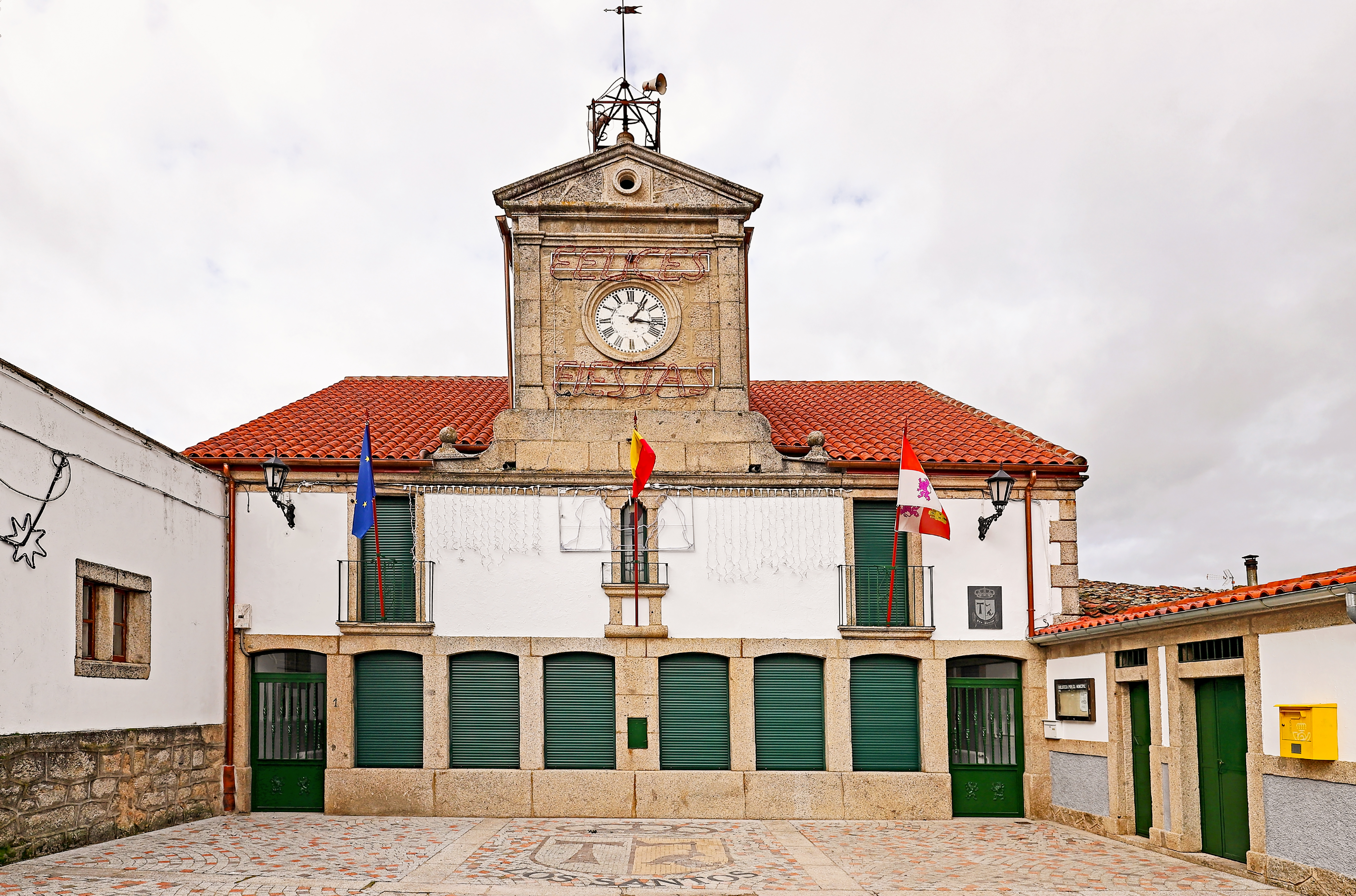
Rathaus
- Stierkampfarena

- Bartholomäuskirche
- Kapelle der Jungfrau von Gozo
- Rathaus